# Sugimoto Eiichi
Sugimoto Eiichi (japanisch 杉本 榮一; geboren 9. August 1901 in Tōkyō; gestorben 24. September 1952 daselbst) war ein japanischer Wirtschaftswissenschaftler.

## Leben und Wirken
Sugimoto Eiichi machte seinen Studienabschluss an der „Tōkyō University of Commerce“ (東京商科大学, Tōkyō shōka daigaku), der heutigen Hitotsubashi-Universität. Er  bildete sich dann in Deutschland weiter, und zwar in Berlin an der Friedrich-Wilhelms-Universität unter dem marxistischen Philosoph Karl Korsch, an der Kieler Universität und an der Frankfurter Universität. Nach seiner Rückkehr wurde Sugimoto Professor an seiner Alma Mater.
Sugimoto war vor allem an Ökonometrie interessiert, die sich gerade als Forschungsgebiet entwickelte. Zu seinen hervorragenden Beiträgen in diesem neuen Feld gehören die zur Analyse von Angebot und Nachfrage in Bezug auf Reis. Er stieß in der Nachkriegszeit eine Reihe von Debatten in den akademischen Kreisen an, in denen er den Standpunkt vertrat, dass die neuen analytischen Methoden dazu beitragen könnten, die marxistische Wirtschaftstheorie zu perfektionieren. Seine Untersuchungen trugen auch zur Theorie der Wirtschaftsdynamik bei.
Zu seinen Publikationen gehören
- „Grundlegende Probleme der theoretischen Wirtschaftswissenschaft“ (理論経済学の基本問題, Riron keizaigaku no kihon mondai) 1939,
- „Erläuterungen zur Wirtschaftswissenschaft der Gegenwart“ (近代経済学の解明, Kindai keizaigaku no kaimei), zwei Bände 1950,
- „Geschichte der Wirtschaftswissenschaft der Gegenwart“ (近代経済学史, Kindai keizaigaku-shi) 1953. Dafür erhielt Sugimoto 1953 den Mainichi-Kulturpreis.